# 팀 초우
팀 초우(영어: Tim Chow, 1994년 1월 18일 ~ )는 영어 이름인 티모시 알렉산더 초우(영어: Timothy Alexander Chow) 또는 중국 이름인 조우딩양(중국어: 周定洋, 병음: Zhōu Dìngyáng)으로 불리는 영국계 귀화 중화민국의 축구 선수로, 조부는 저장성 닝보시 인현에서 1세대 화교로 1940년대 말 영국으로 이주하였으며,화교 3세대이다. 2017년 중화 타이베이 축구 국가대표팀 경기에 출장하였다. 현재 중국 슈퍼리그의 청두 룽청 소속으로 활동하고 있으며, 위치는 미드필더이다.